# Płaszczakowate
Płaszczakowate (Chlamydoselachidae) – monotypowa rodzina drapieżnych, morskich ryb z rzędu sześcioszparokształtnych (Hexanchiformes) obejmująca dwa współcześnie żyjące gatunki i kilka wymarłych.

## Cechy charakterystyczne
Rekiny średniej wielkości o maksymalnej długości 193 cm z długim, węgorzowatym ciałem. Nozdrza bez wąsów, brak migotki dolnych powiek, pysk krótki, tępo zaokrąglony. Charakteryzuje je sześć par szczelin skrzelowych i otwór gębowy w położeniu końcowym. Przebywają na głębokościach od 120 do 1280 m p.p.m., ale spotykano je również przy powierzchni wody. Żyworodne. Ich biologia jest słabo poznana.

## Systematyka

### Etymologia
Chlamydoselachus: gr. χλαμυς khlamus, χλαμυδος khlamudos „krótki płaszcz”; ελαχυς elakhus „mały”.

### Podział systematyczny
Do rodziny zaliczany jest rodzaj Chlamydoselachus z następującymi występującymi współcześnie gatunkami:
- Chlamydoselachus africana Ebert & Compagno, 2009
- Chlamydoselachus anguineus Garman, 1884 – płaszczak[10], chlamida[11]

Gatunki wymarłe:
- Chlamydoselachus brancheri
- Chlamydoselachus fiedleri
- Chlamydoselachus goliath
- Chlamydoselachus gracilis
- Chlamydoselachus keyesi
- Chlamydoselachus landinii[13]
- Chlamydoselachus lawleyi
- Chlamydoselachus thomsoni
- Chlamydoselachus tobleri

oraz wyłoniony na podstawie nielicznego materiału wymarły †Thrinax baumgartneri, którego klasyfikacja jest podważana.